# Plan Sachsa-Liptona
Plan Sachsa-Liptona – program Jeffreya Sachsa i Davida Liptona przedstawiony Senackiej Komisji Gospodarczej latem 1989 r.
Stanowił on plan transformacji polskiej gospodarki w gospodarkę rynkową poprzez jej szybką i radykalną liberalizację. Kluczem do stabilizacji miało być zlikwidowanie deficytu budżetowego i kontrola kredytu. Deficyt budżetowy miał zostać zredukowany przez eliminację bezsensownych gospodarczo inwestycji oraz zmniejszenie obciążenia płatnościami długu zagranicznego. Zrealizowany przez ówczesnego wicepremiera i ministra finansów w rządzie Tadeusza Mazowieckiego Leszka Balcerowicza i skupioną wokół niego grupą ekspertów, m.in. dr Stanisława Gomułkę, dr Stefana Kawalca oraz dr Wojciecha Misiąga pod popularną nazwą Plan Balcerowicza.

## Szczegółowy scenariusz

### Realizacja programu: posunięcia natychmiastowe
- Wprowadzenie i utrzymanie jednolitego kursu wymiany złotego, z ostrą dewaluacją aktualnego kursu oficjalnego (w czasie wykładu prof. Sachs mówił o kursie 4–5 tys. zł/USD). Po przeprowadzonej dewaluacji należy kontynuować politykę budżetową i finansową utrzymującą stabilność oficjalnego kursu i niedopuszczającą do powstania różnicy kursu oficjalnego i rynkowego.
- Zniesienie wszelkich ograniczeń w obrocie dewizami – mogą się nim zajmować osoby prywatne, przedsiębiorstwa i instytucje finansowe, bez obowiązku odsprzedaży dewiz państwu.
- Zlikwidowanie wszelkich rodzajów pozwoleń na prowadzenie eksportu i importu przedsiębiorstw.
- Wprowadzenie niskiego stałego podatku importowego (20 proc. wartości).
- Wprowadzenie specjalnego podatku od nadzwyczajnych (eksportowych) zysków przemysłu węglowego, kompensującego ostry wzrost krajowych cen węgla.
- Zniesienie kontroli cen.
- Zniesienie wszelkich dopłat z budżetu państwa.
- Przeznaczenie 1/2 do 3/4 oszczędności z dopłat dla zwiększenia płac.
- Zlikwidowanie nadmiernego podatku od płac w przedsiębiorstwach.
- Zlikwidowanie wszystkich preferencyjnych kredytów banku centralnego, z wyjątkiem budownictwa mieszkaniowego.
- Podniesienie oprocentowania udzielonych kredytów powyżej poziomu inflacji.
- Ostre ograniczenie kredytów na inwestycje rządowe, szczególnie dla gałęzi przynoszących straty.
- Rozpoczęcie formalnych rokowań z MFW i Bankiem Światowym w sprawie finansowego wsparcia programu gospodarczego.
- Powiadomienie banków komercyjnych o konieczności wynegocjowania redukcji zadłużenia zgodnego z planem Brady’ego i prośba o udzielenie kredytów pomostowych umożliwiających spłaty zobowiązań przypadające w następnych 12 miesiącach.
- Zawieszenie wszelkich płatności bankom komercyjnym do czasu udzielenia kredytów pomostowych.
- Zawiadomienie Klubu Paryskiego (kredytodawcy oficjalni) i konieczności uzgodnienia nowych warunków spłaty odsetek i kapitału w najbliższych trzech latach.
- Zażądanie ulg w spłacie zadłużenia w krajach RWPG.

### Realizacja programu: miesiące 1–3
- Stworzenie systemu reprywatyzacji niewielkich przedsiębiorstw (np. sklepy, restauracje).
- Rozpoczęcie pracy przez Komisję Antymonopolową i Komisję Uczciwej Konkurencji.
- Uchwalenie niskich i stałych (nie progresywnych) podatków dla ludności i przedsiębiorstw.
- Przedstawienie ustawy o wyeliminowaniu ograniczeń w inwestycjach zagranicznych.
- Rozpoczęcie udziału samorządów robotniczych w zarządzaniu finansowym wielkich przedsiębiorstw państwowych.
- Ustalenie, że pożyczki nadzwyczajne mogą być udzielane przedsiębiorstwom tylko dla zapewnienia wypłat wynagrodzeń. Dla przedsiębiorstw korzystających z tego dofinansowania będą zawieszone kredyty inwestycyjne.
- Utrzymanie wysokich realnych kosztów kredytu dla wsparcia stabilności cen i kursu wymiany.
- Stworzenie rynku kredytów krótkoterminowych udzielanych nawzajem przez przedsiębiorstwa.
- Podpisanie listu intencji z MFW w sprawie trzyletniego Rozszerzonego Porozumienia (Extended Agreement).
- Podpisanie z Bankiem Światowym programu dla Kredytu Dostosowania Strukturalnego.
- Otwarcie biur miejscowych przedstawicieli MFW i Banku Światowego.

### Realizacja programu: miesiące 3–12
- Rozpoczęcie prac legislacyjnych nad reformą podatków (zastąpienie podatku obrotowego podatkiem od wartości dodanej i stworzenie niskiego podatku dochodowego).
- Zgoda na zakładanie nowych banków prywatnych.
- Wzmocnienie systemu zbierania podatków i prośba do MFW i Banku Światowego o pomoc techniczną w usprawnieniu systemu podatkowego.
- Stworzenie nadzoru bankowego dla formułowania i nadzoru nad przestrzeganiem przepisów dotyczących operacji banków.
- Wprowadzenie ustawodawstwa ułatwiającego i wspomagającego prywatyzację, zakładanie spółek akcyjnych i joint ventures.
- Podpisanie nowego porozumienia z Klubem Paryskim.
- Otrzymanie nowych kredytów z poszczególnych państw (w szczególności kredytów uzupełniających kredyty MFW i Banku Światowego z Japonii).
- Negocjacje ze Wspólnotą Europejską w sprawie dostępu do rynków zachodnioeuropejskich.

### Realizacja programu: drugi rok i lata dalsze
- Stworzenie giełdy.
- Stworzenie dodatkowych elementów krajowego rynku kapitałowego (np. pożyczki międzybankowe, rynek pożyczek krótkoterminowych).
- Zawarcie ostatecznego porozumienia w sprawie redukcji długu (w ramach planu Brady’ego) z bankami komercyjnymi.
- Wprowadzenie programu prywatyzacji.
- Dzielenie przedsiębiorstw państwowych przez Komisję Antymonopolową.
- Likwidacja nierentownych przedsiębiorstw państwowych.